# La Vendéenne
La Vendéenne La Roche sur Yon, més conegut com La Vendéenne, és un equip d'hoquei patins francès de la localitat de La Roche sur Yon. Fou el primer equip francès en disputar la fase final de la Copa d'Europa d'hoquei patins l'any 1997, repetint-ho el 1998. El club arribà per primera vegada a la Primera Divisió francesa l'any 1962.
La temporada 2014-2015 tingueren com a entrenadors-jugadors a Borja López i Edu Fernández.

## Palmarès
- 13 Lligues franceses: 1976, 1978, 1979, 1982, 1987, 1989, 1996, 2003, 2004, 2005, 2007, 2016 i 2017.
- 6 Copes franceses: 2002, 2006, 2007, 2011, 2014 i 2016.